# Передовой (Мордовия)
Передовой — посёлок в Ельниковском районе Мордовии. Входит в состав Ельниковского сельского поселения.

## История
Основан в 1922 году переселенцами из села Ельники.

## Население
| 2002 | 2010 |
| ---- | ---- |
| 87   | ↘68  |

Национальный состав
Согласно результатам Всероссийской переписи населения 2002 года, в национальной структуре населения русские составляли 93 %.